# Nupserha ornaticollis
Nupserha ornaticollis là một loài bọ cánh cứng trong họ Cerambycidae.